# تشين وودز
تشين وودز (بالإنجليزية: Cheyenne Woods)‏ هي لاعبة غولف أمريكية، ولدت في 25 يوليو 1990 في فينيكس في الولايات المتحدة.

## وصلات خارجية
- تشين وودز على موقع رابطة لاعبات الغولف المحترفات (الإنجليزية)
- تشين وودز على موقع رابطة أوروبا للاعبات الغولف المحترفات (الإنجليزية)